# Sętki
Sętki – wieś w Polsce położona w województwie lubelskim, w powiecie radzyńskim, w gminie Ulan-Majorat.
W latach 1975–1998 miejscowość administracyjnie należała do województwa bialskopodlaskiego.
Wieś jest sołectwem w gminie Ulan-Majorat. Według Narodowego Spisu Powszechnego z roku 2011 wieś liczyła 282 mieszkańców.
Wierni Kościoła rzymskokatolickiego należą do parafii św. Małgorzaty w Ulanie-Majoracie.

## Historia
Miejscowość została założona w XV w., na przestrzeni wieków przechodziła ona z rąk do rąk, w Królestwie Polskim wraz z miejscowością Majnoty stanowiła ona gminę. I wojna światowa, która wybuchła latem 1914 r., w okolice Sętek dotarła rok później. Front austriacko-rosyjski osiągnął ten teren w drugim tygodniu sierpnia 1915 r. Wojska austriackie dotarły do Sętek od południowego zachodu 12 VIII 1915 r. Rosjan wypierała wchodząca w skład 106 Dywizji Piechoty 60 Brygada. Tuż za nią szły słynne formacje Legionów Polskich - I Brygada oraz czwarty pułk piechoty.
Wycofując się, armia carska stosowała taktykę spalonej ziemi. Puszczała z dymem co się dało – mosty, budynki, stogi siana, kopy zbóż na polach. Sętki, w przeciwieństwie np. do pobliskich Soból, uniknęły tego losu. Powód tego zanotował w swych wspomnieniach August Krasicki, oficer Komendy Legionów Polskich: "zatrzymujemy się w Sętkach, ta wieś ocalała od spalenia, jak opowiadali ludzie, dzięki komendantowi, ppłk. rosyjskiemu, Polakowi, który wsi nie pozwolił spalić. Chłopi tutejsi bardzo rezolutni, opowiadają jak Moskale rabowali i palili, z nienawiścią też zwracają się do Moskali, a wojska austriackie i Legiony witają jak zbawców. Jeden chłop opowiada, że Moskalom uciekł z Brześcia w ten sposób, że przyczepił się do osi wagonów, pod spodem i tak udało mu się wyjechać i przyjechać do Łukowa. "Po odzyskaniu przez Polskę niepodległości rozpoczęto w kraju reformę rolną polegającą m.in. na scalaniu nadmiernie rozdrobnionych gruntów. W Sętkach zabieg taki przeprowadzono na przełomie lat 20. i 30. Ogólnie we wsi tej scalono grunty o powierzchni 569,5 ha. W czasie II wojny światowej na terenie Sętek, a dokładnie w lesie przylegającym do szosy Ulan-Łuków, dochodziło do potyczek partyzantów z hitlerowcami. Wielu mieszkańców wsi znajdowało się w oddziałach Armii Krajowej. W 1941 roku z Sętek wywieziona została mniejszość żydowska. Tuż po wojnie bracia Czesław i Józef Piekarscy zostali wywiezieni przez NKWD do obozy pracy w ZSRR. Miejsce to było również świadkiem zbrodni dokonanej przez funkcjonariuszy łukowskiego oddziału Urzędu Bezpieczeństwa, którzy 29 I 1946 r. rozstrzelali tam Jana Wiącka, ps. „Wicher”, „Szmer”, „Lot”, ur. 17 XII 1919 r., żołnierza kampanii wrześniowej, dowódcę placówki Armii Krajowej w Kownatkach. Zginął od bratobójczej kuli w czasie przerwy semestralnej. U schyłku II Rzeczypospolitej Sętki zostawiły ślad w historii polskiego parlamentaryzmu. Mieszkaniec tej wsi, Władysław Górski, został posłem na Sejm. Był to jedyny jak dotąd reprezentant tego terenu w parlamencie.

## Ciekawostki
- Znajduje się tu siedziba OSP w Sętkach założona w roku 1925 i szkoła wybudowana z inicjatywy społecznej w 1965 roku.

## Osoby związane z Sętkami
- Władysław Górski. parafia_ulan.republika.pl. [zarchiwizowane z tego adresu (2011-09-23)]. – poseł na Sejm